# Mika Vainio
Mika Vainio är en svensk trummis och musiker som arbetat med bland annat Brassmonkey, Hardcore Superstar, Ace of Base, Bingolotto, ett av Sveriges större cover/partyband Handsome,  Joacim Cans från Hammerfall i projektet Mrs. Hippie och många svenska artister. Han var även under 2018-2019 i olika studios för att lägga trummor på Anbarics andra skiva, Anbaric 2, samt metalbandet Oxidize debutskiva Dark Confessions som släpptes över hela världen i maj 2020. 
Mika Vainio är låtskrivare och spelar trummor med bandet Blinding Lights som släppt ett flertal singlar både på Spotify samt Youtube.   